# 夜しか泳げない
『夜しか泳げない』（よるしかおよげない）は、SIONの5枚目のオリジナル・アルバム。1990年2月21日発売。発売元はBAIDIS（テイチク）。

## 解説
代表曲「12号室」を収録した、SIONの5thアルバム。CD、カセットテープの2形態で発売された。

## リリース変遷
2004年4月21日に再発売され、2008年8月27日に紙ジャケット・リマスタリング仕様で再発売された（現在は廃盤）。

## 収録曲
全作詞・作曲：SION
1. 調子はどうだい (6:08)
2. 好きにやりなよ (5:25)
3. 夜しか泳げない (4:25)
4. 未練TARA TARA (4:20)
5. せかされる夜にあおられて (4:31)
6. 不快指数85 (5:59)
7. 遊ぼうよ (4:33)
8. 12号室 (7:52)
9. たのむからさ (4:24)
10. ごきげんさ (2:47)
11. きれいだ (5:32)

## 参加ミュージシャン
- SION：ボーカル、エレクトリック・ギター、アコースティック・ギター、ハーモニカ
- 松田文隆：ギター、コーラス
- 仲井戸麗市：ギター
- 吉田光：ギター
- 下山淳：ギター
- 藤沼伸一：ギター
- 尾崎孝：ペダル・スティール・ギター
- 吉川忠英：ギター、マンドリン
- 石川鷹彦：ギター、マンドリン
- 田代耕一郎：バンジョー、マンドリン
- 茂泉次郎：ヴァイオリン
- 小山秀樹：ピアノ、フェンダー・ローズ、アコーディオン
- KYON：ピアノ
- 平内保夫：トロンボーン
- 清岡太郎：トロンボーン
- 松本耕司：トロンボーン
- JAKE H. CONCEPCION：サックス
- 平原誠：サックス
- スマイリー：サックス
- 佐藤潔：チューバ
- 山口智之：パーカッション
- ユンケル鼻血：パーカッション
- 岡田勉：ベース
- 下村哲：ベース
- 村上寛：ドラム
- 101 PROOFS：コーラス